# فهرست رهبران ارمنستان
این فهرست رهبران ارمنستان از سال ۱۹۱۸ میلادی تا به کنون می‌باشد. این فهرست شامل رهبران کوتاه-مدت نخستین جمهوری ارمنستان (۱۹۱۸–۱۹۲۰)، ارمنستان شوروی (۱۹۲۰–۱۹۹۱)، و دولت پس از فروپاشی شوروی را شامل می‌شود.

## رهبران ارمنستان از سال ۱۹۱۸

### نخستین جمهوری ارمنستان(۱۹۱۸–۱۹۲۰)
رئیس شورای ملی
- آوتیس آهارونیان (۳۰ مه ۱۹۱۸ – ۱ اوت ۱۹۱۸)

رئیس شورای ملی ارمنستان
- آوتیک ساهاکیان (۱ اوت ۱۹۱۸ – ۵ اوت ۱۹۱۹)

رئیس مجلس
- آوتیس آهارونیان (۵ اوت ۱۹۱۹ – ۲ دسامبر ۱۹۲۰)

### جمهوری سوسیالیستی ماورای قفقاز شوروی(۱۹۲۲–۱۹۳۶) وجمهوری سوسیالیستی ارمنستان شوروی(۱۹۳۶–۱۹۹۱)
دبیران کل حزب کمونیست ارمنستان
- Gevork Alikhanyan (دسامبر ۱۹۲۰ – آوریل ۱۹۲۱)
- سارگیس لوکاشیان (آوریل ۱۹۲۱ – ۲۹ آوریل ۱۹۲۲)
- آسکاناز مراویان (۲۹ آوریل ۱۹۲۲ – مارس ۱۹۲۳)
- آشوت هوهانیسیان (مارس ۱۹۲۳ – ژوئیه ۱۹۲۷)
- هایک هوسپیان (ژوئیه ۱۹۲۷ – آوریل ۱۹۲۸)
- هایکاز کوستانیان (آوریل ۱۹۲۸ – ۷ مه ۱۹۳۰)
- آغاسی خانجیان (۷ مه ۱۹۳۰ – ۶ ژوئیه ۱۹۳۶)
- آمادونی وارتاپتیان (۱۳ ژوئیه ۱۹۳۶ – ۲۱ سپتامبر ۱۹۳۷)
- گریگور هاروتیونیان (۲۴ سپتامبر ۱۹۳۷ – نوامبر ۱۹۵۳)
- سورن توماسیان (نوامبر ۱۹۵۳ – ۲۸ دسامبر ۱۹۶۰)
- هاکوب زاروبیان (۲۸ دسامبر ۱۹۶۰ – ۵ فوریه ۱۹۶۶)
- آنتون کوچینیان (۵ فوریه ۱۹۶۶ – ۲۷ نوامبر ۱۹۷۴)
- کارن دمیرچیان (۲۷ نوامبر ۱۹۷۴ – ۲۱ مه ۱۹۸۸)
- سورن هاروتیونیان (۲۱ مه ۱۹۸۸ – ۶ آوریل ۱۹۹۰)
- ولادیمیر موسیسیان (۶ آوریل ۱۹۹۰ – ۳۰ نوامبر ۱۹۹۰)
- استپان بوغوسیان (۳۰ نوامبر ۱۹۹۰ – ۱۴ مه ۱۹۹۱)
- آرام گاسپار سارگسیان (۱۴ مه ۱۹۹۱ – ۷ سپتامبر ۱۹۹۱)

رئیس شورای عالی
- لوون تر-پتروسیان (۴ اوت ۱۹۹۰ – ۱۱ نوامبر ۱۹۹۱)

### ارمنستان(۱۹۹۱–اکنون)
رئیس‌جمهورها
| № | نام (زاده - درگذشته)     | تصویر | برگزیده‌شده                                | قبول پست       | ترک پست      | حزب                            |
| - | ------------------------ | ----- | ----------------------------------------- | -------------- | ------------ | ------------------------------ |
| ۱ | لوون تر-پتروسیان (۱۹۴۶–) |       | انتخابات ریاست‌جمهوری ارمنستان (۱۹۹۱) ۱۹۹۶ | ۱۱ نوامبر ۱۹۹۱ | ۳ فوریه ۱۹۹۸ | Pan-Armenian National Movement |
| ۲ | روبرت کوچاریان (۱۹۵۴–)   |       | انتخابات ریاست‌جمهوری ارمنستان (۱۹۹۸) ۲۰۰۳ | ۴ فوریه ۱۹۹۸   | ۹ آوریل ۲۰۰۸ | کنشگر سیاسی مستقل              |
| ۳ | سرژ سارگسیان (۱۹۵۴–)     |       | ۲۰۰۸ ۲۰۱۳                                 | ۹ آوریل ۲۰۰۸   | ۹ آوریل ۲۰۱۸ | حزب جمهوری‌خواه ارمنستان        |
| ۴ | آرمن سارگسیان (۱۹۵۲–)    |       | ۲۰۱۸                                      | ۹ آوریل ۲۰۱۸   | Incumbent    | کنشگر سیاسی مستقل              |

نخست‌وزیران
برمبنای قانون اساسی جدید ارمنستان که در تاریخ ۹ آوریل ۲۰۱۸ به تصویب رسید سمت ریاست‌جمهوری تشریفاتی شد و قدرت اصلی به نخست‌وزیری واگذار شد.
| №  | نام (زاده - درگذشته)            | تصویر | قبول پست      | ترک پست       | حزب                     |
| -- | ------------------------------- | ----- | ------------- | ------------- | ----------------------- |
| -  | کارن کاراپتیان (acting) (۱۹۶۳–) |       | ۹ آوریل ۲۰۱۸  | ۱۷ آوریل ۲۰۱۸ | حزب جمهوری‌خواه ارمنستان |
| ۱۵ | سرژ سارگسیان (۱۹۵۴–)            |       | ۱۷ آوریل ۲۰۱۸ | ۲۳ آوریل ۲۰۱۸ | حزب جمهوری‌خواه ارمنستان |
| -  | کارن کاراپتیان (کفیل) (۱۹۶۳–)   |       | ۲۳ آوریل ۲۰۱۸ | ۸ مه ۲۰۱۸     | حزب جمهوری‌خواه ارمنستان |
| ۱۶ | نیکول پاشینیان (۱۹۷۵–)          |       | ۸ مه ۲۰۱۸     | Incumbent     | Civil Contract          |